# ゆび (漫画)
『ゆび』は、『週刊少年チャンピオン』に短期集中連載されたホラー漫画である。柴田よしきによる同名小説を原作として、2005年50号から2006年1号まで掲載された。構成吉村一八、作画を近藤豪志が務めた。単行本は未発売。
当初は全8話の予定であったが、編成の都合で連載前に4話に短縮された。

## あらすじ
ある日、主人公・亮の同級生だった三倉が遺体で発見される。発見現場にやってきた亮と雪奈は、動く指と、指によって老人が殺される一部始終を目撃する。その後、三倉の通夜に向かった亮は、過去に目撃した殺人事件の記憶や、再び指による殺人を目撃して頭を悩ませる中、謎の少女・裕子と出会う。その通夜のさなか、突如として大量の指が押し寄せ、次々と殺人や事故を起こし、世界は大量の指によって破壊されてしまう。

## 登場人物
上村亮
主人公。謎の指について調べている。過去に雪奈・三倉と共に殺人現場を目撃した過去があり、裕子とも知り合いだったかのような記憶がある。
雪奈と共に暴走した指から逃げ回るが、指に襲われ致命傷を負い、「くだらねぇ」と中指を立て捨て台詞を吐き死亡する。
雪奈
亮の友人。亮と共に街を占拠した指から逃亡するが、亮と共に襲われ死亡する。
三倉
亮と雪奈の友人。亮と雪奈を騙して生命研究会を立ち上げる。指の最初の犠牲者として死亡する。
裕子
主人公の過去を知っている少女。関西弁を話す。
指に襲われた老婆を突き落としたと疑われるが、亮の証言で解放される。数時間後、指に襲われ死亡する。
成合儀一
三倉の遺体発見の捜査に当たった刑事。指に拳銃を操られ死亡する。

## 備考
- 最終回のジェット機墜落の描写に関して、ジェット機の機体番号が日本航空123便墜落事故の事故機と同一の「JA8119」であった点に対して、「社会的配慮に欠けた」として掲載終了後の2006年6号にお詫びが掲載された。